# 上尾市立今泉小学校
上尾市立今泉小学校（あげおしりつ いまいずみしょうがっこう）は、埼玉県上尾市大字今泉にある公立小学校。
2021年（令和3年）5月1日現在の児童数は、16学級498名。

## 沿革
- 1976年（昭和51年）
  - 4月1日 - 大字今泉268番地（現在地）に上尾市立今泉小学校が開校する[2]。体育館は設けられているが、プールはまだ無かった。
  - 5月4日 - この日を開校記念日に定める。
  - 10月15日 - 開校式を挙行する。
- 1977年（昭和52年）
  - 3月3日 - 校旗・校歌を制定する。
  - 7月15日 - プールを建設する。
- 1985年（昭和60年）11月2日 - 開校10周年記念式典を挙行する。
- 1995年（平成7年）3月10日 - 校庭を改修する。
- 1997年（平成9年）6月30日 - プールを改修する。

## 通学区域
- 大字小敷谷の一部[3]

## その他
今泉地内の十連寺境内に「公教育の祖 今泉学校跡地」の碑が存在するが、今泉学校の設立年が明治初年頃であることを鑑みると、当小学校とは直接的な関連はない。